# Dora Heldt
Dora Heldt (* 10. November 1961 in List auf Sylt als Bärbel Schmidt) ist eine deutsche Schriftstellerin.

## Leben
Sie wurde 1961 als Tochter eines Bundeswehrsoldaten auf Sylt geboren und wuchs an dessen wechselnden Einsatzorten auf. Nach einer Ausbildung zur Buchhändlerin in Bad Godesberg und jahrelanger Tätigkeit als Verlagsvertreterin für den Deutschen Taschenbuch Verlag, die sie auch nach ihrem Durchbruch als Bestsellerautorin mehrere Jahre ausübte, machte sie als Dora Heldt mit ihren Romanen um Christine und deren eigenwilligen Vater Heinz auf sich aufmerksam. Sie lebt mit ihrer Familie in Hamburg.

## Wirken
Seit ihrem ersten Roman Ausgeliebt (2006) veröffentlicht Bärbel Schmidt unter dem Pseudonym Dora Heldt, dem Namen ihrer Großmutter. Bereits ihr Debütroman gelangte auf die Bestsellerliste (Platz 35 im Januar 2006), doch erst mit ihrem dritten Buch Urlaub mit Papa gelang ihr 2008 der Durchbruch als Bestsellerautorin. Auf der Spiegel-Bestsellerliste schaffte es der Titel bis auf Platz 5. Eine im Sommer 2009 für das ZDF hergestellte Verfilmung des Buchs mit Julia Stinshoff (Christine), Lambert Hamel (Heinz) und Steffen Groth (Johann) in den Hauptrollen wurde am 15. November 2009 als Sonntagsfilm ausgestrahlt. Es war die erste Verfilmung eines ihrer Bücher, weitere folgten. Das Buch wurde auch übersetzt.
Mit ihrem Roman Kein Wort zu Papa gelang ihr 2010 erstmals der Sprung auf Platz 1 der Bestsellerliste. Weitere Nr.-1-Platzierungen folgten: Bei Hitze ist es wenigstens nicht kalt (2011), Wind aus West mit starken Böen (2014), Wir sind die Guten (2017), Drei Frauen am See (2018). Die Romane Tante Inge haut ab (2009), Herzlichen Glückwunsch, Sie haben gewonnen! (2013) und ihr erster Kriminalroman Böse Leute (2016) rückten bis auf Platz 2 der Bestsellerliste vor.
Neben Romanen für Erwachsene hat sie auch Siebenmeter für die Liebe veröffentlicht, ein Jugendbuch über die erste Liebe und über Handball. Sie war viele Jahre selbst aktive Handballspielerin. 2020 startete sie den Podcast Dora Heldt trifft… beim Verlag dtv.
Ihre Werke sind auch als Hörbücher im Jumbo Verlag  (GoyaLIT) erschienen, zum Teil von ihr selbst gesprochen.

## Werke

### Romane
- Ausgeliebt. Roman. dtv, München 2006. (Neuausgabe 2017, ISBN 978-3-423-21665-4).
- Unzertrennlich. Roman. dtv, München 2006, ISBN 3-423-24573-5.
- Siebenmeter für die Liebe. Jugendbuch. dtv, München 2008. (Neuausgabe 2014, ISBN 978-3-423-71586-7).
- Urlaub mit Papa. Roman. dtv, München 2008, ISBN 978-3-423-25303-1.
- Tante Inge haut ab. Roman. dtv, München 2009, ISBN 978-3-423-24723-8.
- Kein Wort zu Papa. Roman. dtv, München 2010, ISBN 978-3-423-24814-3. (Platz 1 der Spiegel-Bestsellerliste in den Jahren 2010 und 2011)
- Bei Hitze ist es wenigstens nicht kalt. Roman. dtv, München 2011. (Neuausgabe 2016, ISBN 978-3-423-21628-9. (Platz 1 der Spiegel-Bestsellerliste vom 10. bis zum 16. Oktober 2011))
- Herzlichen Glückwunsch, Sie haben gewonnen! Roman. dtv, München 2013, ISBN 978-3-423-28007-5.
- Wind aus West mit starken Böen. Roman. dtv, München 2014, ISBN 978-3-423-26039-8.
- Böse Leute. Kriminalroman. dtv, München 2016, ISBN 978-3-423-26087-9.
- Wir sind die Guten. Kriminalroman. dtv, München 2017, ISBN 978-3-423-26149-4.
- Drei Frauen am See. Roman. dtv, München 2018, ISBN 978-3-423-26206-4.
- Mathilda oder Irgendwer stirbt immer. Roman. dtv, München 2020, ISBN 978-3-423-26249-1.
- Geld oder Lebkuchen. Fast ein Krimi. Roman. dtv, München 2021, ISBN 978-3-423-28308-3.
- Liebe oder Eierlikör. Fast eine Romanze. Roman. dtv, München 2023, ISBN 978-3-423-28337-3.

### Erzählbände
- Wiehnachten as jümmers... (op platt) Geschichten. Quickborn-Verlag, Hamburg 2013, ISBN 978-3-87651-381-2.
- Schnee ist auch nur hübschgemachtes Wasser: Wintergeschichten. Geschichten. dtv, München 2017, ISBN 978-3-423-21694-4.
- Sommer. Jetzt! Sonnige Geschichten. dtv, München 2018, ISBN 978-3-423-21728-6.

### Kolumnenbände
- Jetzt mal unter uns... Das Geheimnis schwarzer Strickjacken und andere ganz wichtige Erkenntnisse. Kolumnen. dtv, München 2014, ISBN 978-3-423-21509-1.
- Im Grunde ist alles ganz einfach. Vom Weltuntergang, von freien Gehirnzellen und Frauenparkplätzen. Kolumnen. dtv, München 2016, ISBN 978-3-423-21644-9.
- Da fällt mir noch was ein ... Von pummeligen Hummeln, Männern am Telefon und anderen weltbewegenden Fragen. Kolumnen. dtv, München 2018, ISBN 978-3-423-21744-6.

### Hörbücher
- 2008: Urlaub mit Papa. Gelesen von Ulrike Grote, 3 CDs 200 Min., ISBN 978-3-8337-2271-4.
- 2009: Tante Inge haut ab. Gelesen von Ulrike Grote, 3 CDs 220 Min., ISBN 978-3-8337-2277-6.
- 2009: Unzertrennlich. Gelesen von Ulrike Grote, 3 CDs 213 Min., ISBN 978-3-8337-2438-1.
- 2010: Kein Wort zu Papa. Gelesen von Dora Heldt, 3 CDs 195 Min., ISBN 978-3-8337-2644-6.
- 2011: Ausgeliebt. Gelesen von Dora Heldt, 3 CDs 197 Min., ISBN 978-3-8337-3718-3.
- 2011: Ausgeliebt. Gelesen von Katja Riemann, 3 CDs 215 Min., ISBN 978-3-8371-0885-9.
- 2011: Siebenmeter für die Liebe. Gelesen von Josefine Preuß, 2 CDs 125 Min., ISBN 978-3-8337-2682-8.
- 2011: Bei Hitze ist es wenigstens nicht kalt. Gesprochen von der Autorin, 3 CDs 210 Min., ISBN 978-3-8337-2775-7.
- 2013: Herzlichen Glückwunsch, Sie haben gewonnen! Gesprochen von der Autorin, 3 CDs 230 Min., ISBN 978-3-8337-3036-8.
- 2014: Jetzt mal unter uns... Gesprochen von der Autorin, 2 CDs 79 Min., ISBN 978-3-8337-3294-2.
- 2016: Im Grunde ist alles ganz einfach. Gesprochen von der Autorin, 2 CDs, ISBN 978-3-8337-3574-5.
- 2017: Frühlingsglück & Sommerzauber. Geschichten, Gedichte und musikalische Träume, gesprochen von Dora Heldt, Julia Nachtmann, Karl Menrad u. a., 1 CD, ISBN 978-3-8337-3723-7.
- 2018: Drei Frauen am See. Roman. Gesprochen von Anneke Kim Sarau, GoyaLIT, ISBN 978-3-8337-3901-9.
- 2021: Geld oder Lebkuchen. Fast ein Krimi. Gesprochen von Katja Danowski, 5 CDs, 330 Min. GOYALiT. ISBN 978-3-8337-4364-1.[13]
- 2021: Drei Frauen, vier Leben. Gesprochen von Katja Danowski, 10 CDs, 900 Min. GOYALiT. ISBN 978-3-8337-4260-6.[14]
- 2023: Drei Frauen am See. Gelesen von Tanja Fornaro, 1019 Min., Hörbuch Hamburg, ISBN 978-3-8449-3479-3.
- 2023: Drei Frauen und ein falsches Leben. Gelesen von Anna Schudt, 735 Min., Hörbuch Hamburg, ISBN 978-3-8449-3359-8.
- 2023: Schnee ist auch nur hübsch gemachtes Wasser. Wintergeschichten. Gesprochen von Elke Schützhold, 229 Min., Hörbuch Hamburg, ISBN 978-3-8449-3476-2.
- 2023: Bei Hitze ist es wenigstens nicht kalt. Gelesen von Tanja Fornaro, 485 Min., Hörbuch Hamburg, ISBN 978-3-8449-3481-6.
- 2023: Sommer. Jetzt! Sonnige Geschichten. Gelesen von Elke Schützhold, 215 Min., Hörbuch Hamburg, ISBN 978-3-8449-3478-6.
- 2023: Urlaub mit Papa. Gelesen von Tanja Fornaro, 559 Min., Hörbuch Hamburg, ISBN 978-3-8449-3480-9.
- 2023: Bei Hitze ist es wenigstens nicht kalt. Gelesen von Tanja Fornaro, 485 Min., Hörbuch Hamburg, ISBN 978-3-8449-3481-6.

## Verfilmungen
|   | Titel                                       | Regie             | Erstausstrahlung ZDF |
| - | ------------------------------------------- | ----------------- | -------------------- |
| 1 | Urlaub mit Papa                             | Mark von Seydlitz | 15. November 2009    |
| 2 | Tante Inge haut ab                          | Mark von Seydlitz | 27. Februar 2011     |
| 3 | Kein Wort zu Papa                           | Mark von Seydlitz | 22. Januar 2012      |
| 4 | Bei Hitze ist es wenigstens nicht kalt      | Mark von Seydlitz | 11. November 2012    |
| 5 | Ausgeliebt                                  | Mark von Seydlitz | 10. Februar 2013     |
| 6 | Unzertrennlich                              | Mark von Seydlitz | 16. Februar 2014     |
| 7 | Herzlichen Glückwunsch, Sie haben gewonnen! | Mark von Seydlitz | 4. Mai 2014          |
| 8 | Wind aus West mit starken Böen              | Dirk Regel        | 8. Mai 2016          |